# Xi Shangxue
Xi Shangxue (chiń. 西尚雪; ur. 27 stycznia 1989 w Pekinie) – chińska lekkoatletka specjalizująca się w rzucie dyskiem.
Największe sukcesy odniosła dotychczas w 2008 kiedy została mistrzynią Azji juniorek, a miesiąc później zdobyła złoty medal i tytuł mistrzyni świata juniorek. Stawała na podium chińskiej olimpiady narodowej.
Rekord życiowy: 57,52 (22 października 2009, Jinan).	 

## Osiągnięcia
| Rok  | Impreza                     | Miejsce   | Lokata     | Wynik |
| ---- | --------------------------- | --------- | ---------- | ----- |
| 2008 | Mistrzostwa Azji juniorów   | Dżakarta  | 1. miejsce | 52,63 |
| 2008 | Mistrzostwa świata juniorów | Bydgoszcz | 1. miejsce | 54,96 |